# Dopo il ballo
Dopo il ballo (in russo После бала?, Posle bala) è un racconto di Lev Tolstoj scritto nel 1903 e pubblicato postumo nel 1911.

## Trama
Ivan Vasil’evič, «un uomo da tutti stimato», racconta agli amici un episodio della sua giovinezza che ha cambiato completamente la sua vita.
Ivan Vasil’evič, l'io narrante, è innamorato di Varen’ka, bellissima figlia del colonnello Petr Vladislavič, comandante militare della città. L'ultimo giorno di Carnevale Ivan partecipa a una festa da ballo nell'abitazione di un funzionario del luogo. Alla festa partecipa anche Varen’ka, accompagnata dal padre, il quale dapprima si esibisce con la figlia in una mazurca fra l'ammirazione di tutti. L'amore del colonnello verso la figlia suscita in Ivan «un sentimento di entusiastica tenerezza». Poi Ivan balla solo con Varen’ka e la sua felicità è tale che, una volta ritornato a casa, alle due di notte, non riesce a prender sonno: esce fuori e comincia a girovagare per la città.
Verso le sei del mattino sente una musica militare. Si avvicina e assiste alla raccapricciante punizione di un soldato tataro, reo di aver tentato di abbandonare l'esercito, da parte dei suoi commilitoni:
(L. Tolstoj, «Dopo il ballo». In: Tutti i racconti, op. cit., pp. 780-81)

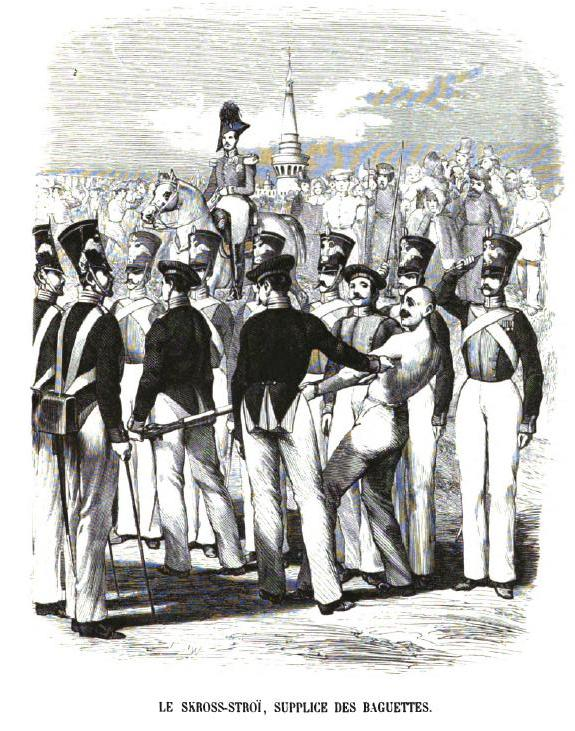
Punizione delle verghe in Russia (Geoffroy, 1845)

Ivan riconosce l'ufficiale che comanda l'esecuzione: «Era il padre di lei, con il suo viso roseo e i baffi e le fedine candide.». A un certo punto Ivan vede il colonnello percuotere uno dei suoi soldati «perché costui non aveva abbassato con abbastanza forza la sua verga sulla schiena rossa del tataro» e addirittura chiedere nuove verghe. 

Rievocando agli amici il proprio orrore, Ivan Vasil’evič afferma che dapprima non aveva giudicato quella punizione «una cosa malvagia»: «"Se queste cose le fanno con tanta sicurezza e son ritenute da tutti indispensabili, vuol dire che loro sanno qualcosa che io non so" così pensavo, e mi sforzavo di scoprire cosa fosse quel qualcosa. Ma, per quanti sforzi facessi, non riuscii a saperlo nemmeno in seguito». Decide comunque di non seguire la carriera militare, come si era ripromesso in precedenza, né lavorare nella pubblica amministrazione. E da quel giorno comincia a svanire anche l'amore («immediatamente mi tornava in mente il colonnello là in quello spiazzo e mi sentivo talmente a disagio e in una maniera talmente sgradevole, che cominciai a incontrarla sempre più di rado. E fu così che l'amore finì per sparire del tutto.».)

## Genesi dell'opera
Alla fine di aprile 1903 Tolstoj ricevette dallo scrittore Sholem Aleichem l'invito a consegnare un racconto inedito per una raccolta di racconti i cui proventi sarebbero andati alle vittime di un pogrom che si era verificato a Kišinëv il 6 e 7 aprile 1903. Tolstoj cominciò a progettare questo racconto nel giugno 1903 e il 9 agosto terminò la prima stesura intitolata "La figlia e il padre" (in russo Дочь и отец?, Doč’ i otec). Continuò poi a correggere per un paio di settimane il racconto, intitolato per qualche tempo anche «Ma che dici?» (in russo А вы говорите?, A vy govorite). Non giunse però a un testo definitivo'. Il racconto fu pubblicato infine postumo nel 1911 nel primo volume delle opere postume di Tolstoj curate da Vladimir Čertkov col titolo definitivo.
Il tema principale del racconto trae lo spunto da un ufficiale conosciuto da Tolstoj in gioventù a Kazàn', Andrei Petrovič Korejš, la cui figlia Varvara Andreevna Korejša (già menzionata nel Diario del 18 giugno 1903) era stata fidanzata di Sergej Nikolàevič Tolstoj, fratello primogenito dello scrittore.

## Critica
Formalmente Dopo il ballo è basato sul contrasto fra due differenti ambienti: la luminosa e allegra sala da ballo nella prima parte, la vigilia di Carnevale («Il ballo era splendido: il salone era bellissimo, con tanto di cori e musicisti — servi della gleba d'un possidente amante della musica, assai celebri a quel tempo, — il buffet era magnifico e scorreva un mare di champagne») e la fredda, plumbea piazza dove, il mattino del giorno successivo al ballo, la Domenica dedicata dalla Chiesa ortodossa al perdono, si esegue la punizione delle verghe. 

Il Gattopardo, Ballo

Adriano Sofri, il quale aveva già esaminato Dopo il ballo nella recensione di un romanzo di Clara Usón, ritiene che il racconto di Tolstoj abbia influenzato Tomasi di Lampedusa e soprattutto Luchino Visconti il quale «fa corrispondere per intero lo schema del racconto di Tolstoj con quello del Gattopardo. Là il colonnello affettuoso è l'altra faccia del bruto che sferza il disgraziato disertore. Qui la lussuosa futilità del ballo finisce nella scarica di fucileria contro i disertori».
Viktor Šklovskij esamina la tecnica dello straniamento in Tolstoj:
(Viktor Šklovskij, «L’arte come procedimento: Il legame tra i procedimenti di composizione dell’intreccio e i procedimenti generali dello stile». In: Teoria della prosa; traduzione di Cesare De Michelis e Renzo Oliva, Torino: Einaudi, 1976, p. 13)

## Edizioni
- Lev Nikolaevič Tolstoj, «Posle bala». In: Posmertnye hudožestvennye proizvedeniâ L. N. Tolstogo, Moskva: A.L. Tolstaja, 1911
- Lev Nikolaevič Tolstoj, «Posle bala». In: L.N. Tolstoj Sobranie sočinenij v 22 t., Moskva: Hudožestvennaâ literatura, 1983, Vol. 14, pp. 7–14 (on-line)
- Leone Tolstoi, Dopo il ballo: e altri racconti; a cura di Lanfranco Stolfi, Milano: Universale economica, 1954. Pubblicato con "Perché" e "La morte di Ivan Il'ič"
- Lev Tolstoj, «Dopo il ballo». In: Racconti; a cura di Agostino Villa, Vol. III, Torino: Einaudi, 1955
- Lev N. Tolstòj, «Dopo il ballo»; traduzione di Erme Cadei. In: Eridano Bazzarelli (a cura di), Tutte le opere narrative e di teatro di Lev N. Tolstòj; Vol. IV (Resurrezione. Ultimi racconti), Milano: Mursia, 1960
- Lev Tolstòj, «Dopo il ballo»; traduzione di Cristina Bongiorno. In: Igor Sibaldi  (a cura di), Coll. I Meridiani, Milano: A. Mondadori, 1991, Vol. II, pp. 771–783, 88-04-35177-2

## Adattamenti
- Posle bala, cortometraggio di Anatolij Dudorov del 1962[15]